# Artéria submental
A artéria submental é uma artéria da cabeça. Nasce na artéria facial e vai irrigar o mento.